# Wiktor Poliszczuk
Wiktor Poliszczuk (ukr. Віктор Поліщук, ur. 10 października 1925 w Dubnie, zm. 17 listopada 2008 w Toronto) – kanadyjski prawnik i politolog (specjalność: historia myśli politycznej), doktor habilitowany nauk społecznych, dziennikarz i publicysta pochodzenia ukraińsko-polskiego.

## Życiorys
Pochodził z mieszanej rodziny polsko-ukraińskiej, sam określał się jako "prawosławny Ukrainiec". Posiadał obywatelstwo polskie i kanadyjskie. Ojciec Bartłomiej, matka Aniela (Nina) z Witkowskich. Ojciec, do 1934 r. wójt gminy Dubno, po agresji ZSRR na Polskę został aresztowany przez NKWD, a w kwietniu 1940 r. rozstrzelany bez sądu. 13 kwietnia 1940 Wiktor wraz z matką i siostrami został wywieziony do Kazachstanu, gdzie przebywał do listopada 1944. Potem rodzina przesiedliła się do obwodu dniepropetrowskiego USRR. W 1946 r. Poliszczukowie przybyli do Polski.
Po ukończeniu w 1950 r. Liceum Pedagogicznego w Legnicy pracował jako nauczyciel języka rosyjskiego w Gimnazjum Kamieniarskim w Jaworze. Po ukończeniu studiów na Wydziale Prawa Uniwersytetu Wrocławskiego i uzyskaniu tytułu magistra otrzymał nakaz pracy w prokuraturze powiatowej w Jaworze, gdzie doszedł do rangi podprokuratora. Następnie pracował jako radca prawny i adwokat; z Polski wraz z rodziną wyemigrował do Kanady w 1981 r.
Na emigracji rozpoczął pracę jako korektor techniczny w wydawanym w Toronto tygodniku diaspory ukraińskiej Новий Шлях (pol. Nowa Droga), związanym z emigracyjnym OUN-M. Jak stwierdził, wówczas zainteresował się i rozpoczął badania nad nacjonalizmem ukraińskim, którego ofiarą padła siostra jego matki (zamordowana za publiczne używanie języka polskiego). Tak opisał motywy podjęcia badań nad zagadnieniem nacjonalizmu ukraińskiego:

W Kanadzie już po pierwszych miesiącach mego pobytu zetknąłem się z wręcz zoologicznym nacjonalizmem ukraińskim, z nienawiścią do wszystkiego, co polskie i co rosyjskie. Ja, wychowany w duchu patriotyzmu ukraińskiego, ukształtowany na klasyce polskiej, ukraińskiej, rosyjskiej, zachodnioeuropejskiej i amerykańskiej, nie mogłem się pogodzić z takim spojrzeniem na świat i na ludzi, dlatego też, jak i w związku ze świadomością tego, czego dopuścili się banderowcy na Wołyniu wobec ludności polskiej, podjąłem decyzję o poszukiwaniu materiałów stanowiących bazę moich badań nad nacjonalizmem ukraińskim. Temat ten pochłonął mnie całkowicie, pracowałem nad nim bezustannie.

W latach 90. XX wieku rozpoczął własnym nakładem publikacje w tym zakresie. Autor ponad dwustu opracowań, książek naukowych i publicystycznych, artykułów naukowych, polemik, recenzji, publikacji prasowych w języku angielskim, ukraińskim i polskim opublikowanych w periodykach w Kanadzie i USA, w tym 5 obszernych tomów wyboru dokumentów pod wspólnym tytułem Integralny nacjonalizm ukraiński jako odmiana faszyzmu.
Pracę doktorską (Ideologia nacjonalizmu ukraińskiego według Dmytra Doncowa) obronił w 1994 na Wydziale Nauk Społecznych Uniwersytetu Wrocławskiego, promotorem był prof. Bernard Janusz Albin. Pracę habilitacyjną (Dowody zbrodni OUN i UPA) w roku 2002 na Wydziale Nauk Społecznych Uniwersytetu Śląskiego. Jego ostatnią pracą było tłumaczenie na język polski książki Dmytro Doncowa Nacjonalizm.
W 1998 odznaczony przez Kongres Polonii Kanadyjskiej Złotą Odznaką Zasługi za działalność na rzecz Polonii. Odznaczony również Missio Reconciliationis i Krzyżem "Za zasługi dla ZKRPiBWP".
Zmarł 17 listopada 2008 w Toronto. Msza pogrzebowa odbyła się w rzymskokatolickim polskim kościele św. Antoniego (St. Anthony's Polish Catholic Church) w Oakville (prowincja Ontario).
16 kwietnia 2009 Kresowy Ruch Patriotyczny przyznał mu pośmiertnie laur „Polonia Mater Nostra Est”, który odebrała żona.
W 2012 r. na Ukrainie ponowiono w nakładzie 10 tys. egzemplarzy wydanie jego książki Gorzka prawda. Zbrodniczość OUN - UPA. W prezentacji książki w Symferopolu, którą prowadził deputowany Wadym Kołesniczenko, wzięli udział członkowie Prezydium Rady Najwyższej Republiki Autonomicznej Krymu z wiceprzewodniczącym Rady Grigorijem Joffe.
5 lipca 2013 r. 148 deputowanych Rady Najwyższej Ukrainy z Partii Regionów (Wadym Kołesniczenko i in.) i Komunistycznej Partii Ukrainy (Petro Symonenko i in.)
 zwróciło się do Sejmu RP z apelem o uznanie rzezi wołyńskiej za ludobójstwo. Deputowani opisali zagrożenia płynące dla Ukrainy ze strony nacjonalizmu, w liście znalazło się odwołanie do słów Wiktora Poliszczuka: 

Jak pisał znany historyk Wiktor Poliszczuk, bez przezwyciężenia nacjonalizmu ukraińskiego nad narodem Ukrainy zawiśnie groźba degeneracji.

### Poglądy
Jedną z głównych tez Poliszczuka było uznanie ideologii integralnego nacjonalizmu ukraińskiego, stanowiącego podporę programową Organizacji Ukraińskich Nacjonalistów (OUN) za podstawową przyczynę zbrodni popełnionych na Polakach przez ukraińskich nacjonalistów podczas II wojny światowej. Równocześnie Poliszczuk interpretował politykę polską wobec mniejszości ukraińskiej w okresie międzywojennym, jak również późniejszą politykę narodowościową III Rzeszy na ziemiach okupowanych jedynie jako czynniki sprzyjające podburzaniu Ukraińców do działań antypolskich, co mieli czynić nacjonaliści. Jednocześnie Poliszczuk uważał, że OUN "miała również charakter antyukraiński" i argumentował to krwawymi represjami, jakich dopuścili się działacze OUN wobec Ukraińców, którzy nie chcieli popierać tego ugrupowania.
Stanowisko Poliszczuka stało się obiektem krytyki Ihora Iljuszyna, który stwierdził, iż prace Poliszczuka stawiały sobie za cel "udowodnienie za wszelką cenę zbrodniczego charakteru ideologii i praktyki OUN-UPA, a nie obiektywną analizę motywów działania uczestników konfliktu ukraińsko-polskiego i warunków, w jakich przyszło im działać". Za niewiarygodne teksty Poliszczuka uważają także Michał Klimecki, Hurij Buchało i Rafał Wnuk. Z kolei w tonie pozytywnym wypowiadała się o jego badaniach m.in. historyk Lucyna Kulińska, a także publicysta kresowy ks. Tadeusz Isakowicz-Zaleski, nazywając Poliszczuka "sprawiedliwym Ukraińcem", który "poprzez prawdę dążył do pojednania". Zdaniem Bogumiła Grotta dorobek naukowy Wiktora Poliszczuka jest krytykowany bądź ignorowany z powodów politycznych, nakazujących przemilczanie zbrodni OUN i UPA.
Poliszczuk bronił decyzji władz komunistycznych o przeprowadzeniu Akcji „Wisła”, tłumacząc ją "stanem wyższej konieczności". Jedyny wyjątek robił dla deportacji Łemków, wśród których nacjonalizm ukraiński pojawił się dopiero po 1947 r. Krytycznie wypowiadał się o pomarańczowej rewolucji na Ukrainie w grudniu 2004 r. Określił ją jako walkę USA o oderwanie Ukrainy od Rosji, przeprowadzoną według scenariusza opracowanego na zlecenie rządu Stanów Zjednoczonych, a poparcie polskich elit politycznych dla pomarańczowej rewolucji uważał za polityczną ślepotę.

## Wybrane prace
- Trzy niepublikowane rozprawy:
  - Prawa człowieka w teorii i praktyce ZSRR,
  - Prawa narodów w teorii i praktyce ZSRR
  - Zarys anatomii bolszewizmu
- Gorzka prawda - zbrodniczość OUN-UPA- rozprawa doktorska, Toronto, 1994, Wydawnictwo: Światowy Związek Żołnierzy Armii Krajowej, ISBN 83-901947-8-3
- Ideologia nacjonalizmu ukraińskiego według Dmytra Doncowa, Wydawnictwo: Światowy Związek Żołnierzy Armii Krajowej Okręg Wołyń, Warszawa 1995
- Apokalipsa według Wiktora Ukraińca, Toronto, 1996
- Fałszowanie historii najnowszej Ukrainy, Toronto, 1996,
- Ocena polityczna i prawna OUN i UPA, (także w wersji angielskiej: Legal and political assessment of the OUN and UPA), Toronto, 1997, ISBN 0-9699444-4-6
- Akcja Wisła - próba oceny, Toronto, 1997,
- Zginęli z rąk ukraińskich, Toronto, 1998,
- Pojęcie integralnego nacjonalizmu ukraińskiego, Toronto, 1997,
- Posłanie do braci Polaków. Prawosławnego Ukraińca w 55-tą rocznicę mordów wołyńskich., Toronto - Warszawa 1998, ISBN 0-9699444-7-0
- Manowce polskich historyków, Toronto, 1998,
- Ukraińskie ofiary OUN-UPA, Toronto, 1998,
- Rok 1943: OUN Bandery na Wołyniu, Warszawa 2002
- Integralny nacjonalizm ukraiński jako odmiana faszyzmu t. I, Wyd. Wiktora Poliszczuka, Toronto, 2003,
- Dowody zbrodni OUN i UPA - Integralny nacjonalizm ukraiński jako odmiana faszyzmu, t. II, Toronto, 2000 - rozprawa habilitacyjna. Wydanie polskie - Wydawnictwo NORTOM, ISBN 0-9685668-1-2
- Nacjonalizm ukraiński w dokumentach - integralny nacjonalizm ukraiński jako odmiana faszyzmu cz.1, t. III, Toronto 2002,
- Nacjonalizm ukraiński w dokumentach - integralny nacjonalizm ukraiński jako odmiana faszyzmu cz.2, t. IV, Toronto 2002,
- Nacjonalizm ukraiński w dokumentach - integralny nacjonalizm ukraiński jako odmiana faszyzmu cz.3, t. V, Toronto 2003,
- Ludobójstwo nagrodzone, 2003
- Gwałt na prawdzie. O zbrodniach OUN Bandery, Toronto, 2003,
- Gorzka prawda: cień Bandery nad zbrodnią ludobójstwa, Toronto, Warszawa (wydawnictwo Antyk), 2005,
- Doktryna D.Doncowa - tekst i analiza, Toronto, 2006
- Podręcznik nacjonalisty ukraińskiego (katastrofalny stan nauki polskiej). glaukopis.pl. [zarchiwizowane z tego adresu (2015-04-02)].. Toronto: Glaukopis, 2006
- Ponadto ponad 250 artykułów, recenzji i innych publikacji.